# Хлорид вольфрама(IV)
Хлорид вольфрама(IV) — неорганическое соединение, соль металла вольфрама и соляной кислоты с формулой WCl4,
бурое аморфное вещество,
не растворяется в воде.

## Получение
- Реакция оксида вольфрама(IV) с тетрахлорметаном:

{\displaystyle {\mathsf {WO_{2}+CCl_{4}\ {\xrightarrow {250^{o}C}}\ WCl_{4}+CO_{2}}}}
- Восстановление хлорида вольфрама(VI) водородом или алюминием при повышенной температуре:

{\displaystyle {\mathsf {2WCl_{6}+3H_{2}\ {\xrightarrow {T}}\ WCl_{4}+WCl_{2}+6HCl}}}
{\displaystyle {\mathsf {3WCl_{6}+2Al\ {\xrightarrow {450^{o}C}}\ 3WCl_{4}+2AlCl_{3}}}}

## Физические свойства
Хлорид вольфрама(IV) образует бурое аморфное гигроскопичное вещество.

## Химические свойства
- Разлагается при нагревании в вакууме:

{\displaystyle {\mathsf {3WCl_{4}\ {\xrightarrow {475^{o}C}}\ WCl_{2}+2WCl_{5}}}}